# Горностаевка (Михайловский район)
Горноста́евка — село в Михайловском районе Рязанской области России, входит в состав Горностаевского сельского поселения.

## География
Село расположено в 3 км на юго-запад от центра поселения посёлка Заря и в 25 км на юго-запад от райцентра города Михайлов.

## История
Горностаевка в качестве пустоши упоминается в приправочных книгах 1616 года. Первоначальное построение Покровской церкви в селе относится к 1675 году. В окладных книгах 1676 года село Горностаевка названо новым, в приходе к ней показано 104 двора боярских и крестьянских. В 1742 году помещиком капитаном Андреем Федотовичем Вороновым была построена новая церковь. В 1857 году устроена деревянная Покровская церковь. Её настоятелем был Иоанн Тимофеевич Орлин, отец известного теолога Н.И. Орлина.
В 1850 г. в селе было 6 помещиков. В середине XIX в. переселенцы из Горностаевки образовали поселения Кресты и Горностаевские выселки.
До 1924 года деревня входила в состав Горностаевской волости Михайловского уезда Рязанской губернии.
С 1929 года село являлось центром Горностаевского сельсовета Михайловского района Рязанского округа Московской области, с 1943 года — в составе Октябрьского района, с 1946 года — в составе  Рязанской области, с 1956 года — в составе Михайловского района, с 2005 года — в составе Горностаевского сельского поселения.

## Население
| 1859 | 1897 | 1906 | 1929 | 2007 | 2010 |
| ---- | ---- | ---- | ---- | ---- | ---- |
| 606  | ↗692 | ↗711 | ↘489 | ↘8   | ↘2   |